# Ænigma
Ænigma – włosko-jugosłowiański horror z 1987 roku, wyreżyserowany przez Lucia Fulciego.
Wersja dystrybuowana w USA skrócona została o około cztery minuty względem wersji oryginalnej.

## Fabuła
Akcja filmu rozgrywa się w miasteczku uniwersyteckim. Dziewczyna imieniem Kathy jest prześladowana przez swoje rówieśniczki, co kończy się wypadkiem. Kathy wpada pod samochód i zostaje przewieziona do szpitala w stanie śpiączki. Niedługo później dziewczyny prześladujące Kathy zaczynają ginąć w dziwnych okolicznościach.

## Obsada
- Jared Martin – Doktor Anderson
- Lara Naszinsky – Eva Gordon
- Ulli Reinthaler – Jenny Clark
- Sophie d’Aulan – Kim
- Jennifer Naud – Grace O’Neil
- Riccardo Acerbi – Fred Vernon
- Kathi Wise – Virginia Williams
- Milijana Zirojevic – Kathy
- Dragan Bjelogrlić – Tom
- Ljiljana Blagojevic – Pani Jones
- Franciska Spahic – Joanne
- Dušica Žegarac – Mary
- Rade Čolović – Tom
- Sabrina Siani – Studentka (niewymieniona w czołówce)
- Lucio Fulci – Inspektor policji (niewymieniony w czołówce)
- Zorica Lesic

## Zdjęcia
Film kręcono w okresie od 3 listopada 1986 roku do 9 stycznia 1987. Zdjęcia do filmu realizowane były na terenie Serbii oraz amerykańskiego stanu Massachusetts.